# 西尾麻美
西尾 麻美（にしお まみ、1973年12月5日 - ）は、日本のプロスカッシュプレイヤー。全日本選手権優勝6回。夫の西尾竹英もプロスカッシュプレイヤーで2005年には夫婦揃って全日本選手権で優勝している。

## 略歴
愛知県名古屋市出身、中京大学卒業。高校時代は国体で優勝するなどテニスの選手として活躍。その後、スカッシュに転向。全日本選手権通算6回の優勝など、日本を代表するスカッシュプレイヤーである。
プレースタイルは速いフットワークを生かしたスピードスタイル。
ジュニア選手を育てるなど、楽しませる指導にも好評がある。
現在もスカッシュ以外のスポーツにも興味を持っていて、トップアスリートに君臨してくることを期待。

## 主な戦績
- 1999年・全日本選手権優勝
- 2000年・全日本選手権優勝
- 2001年・全日本選手権準優勝
- 2002年・全日本選手権優勝
- 2002年・世界選手権日本代表
- 2002年・アジア競技大会日本代表
- 2003年・全日本選手権優勝
- 2005年・全日本選手権優勝
- 2006年・全日本選手権優勝